# 2013-as fedett pályás atlétikai Európa-bajnokság
A 2013-as fedett pályás atlétikai Európa-bajnokságot Göteborgban, Svédországban rendezték március 1. és március 3. között. Ez volt a 32. fedett pályás atlétikai Eb. A férfiaknál és a nőknél is 13–13 versenyszám volt.

## A magyar sportolók eredményei
Magyarország az Európa-bajnokságon 7 sportolóval képviseltette magát.

## Éremtáblázat
(A táblázatban a rendező nemzet eltérő háttérszínnel kiemelve.)
| Helyezés | Nemzet              | Arany | Ezüst | Bronz | Összesen |
| 1.       | Oroszország         | 4     | 7     | 3     | 14       |
| 2.       | Nagy-Britannia      | 4     | 3     | 1     | 8        |
| 3.       | Franciaország       | 4     | 2     | 3     | 9        |
| 4.       | Ukrajna             | 2     | 1     | 1     | 4        |
| 5.       | Spanyolország       | 1     | 3     | 0     | 4        |
| 6.       | Svédország          | 1     | 2     | 3     | 6        |
| 7.       | Németország         | 1     | 2     | 2     | 5        |
| 8.       | Olaszország         | 1     | 1     | 3     | 5        |
| 9.       | Lengyelország       | 1     | 1     | 1     | 3        |
| 10.      | Törökország         | 1     | 1     | 0     | 2        |
| 11.      | Csehország          | 1     | 0     | 4     | 5        |
| 12.      | Szerbia             | 1     | 0     | 1     | 2        |
| 13.      | Azerbajdzsán        | 1     | 0     | 0     | 1        |
| 13.      | Bulgária            | 1     | 0     | 0     | 1        |
| 13.      | Hollandia           | 1     | 0     | 0     | 1        |
| 13.      | Portugália          | 1     | 0     | 0     | 1        |
| 17.      | Fehéroroszország    | 0     | 2     | 2     | 4        |
| 18.      | Bosznia-Hercegovina | 0     | 1     | 0     | 1        |
| 19.      | Írország            | 0     | 0     | 2     | 2        |
| Összesen | Összesen            | 26    | 26    | 26    | 78       |

## Érmesek
- WR – világrekord
- CR – Európa-bajnoki rekord
- AR – kontinens rekord
- NR – országos rekord
- PB – egyéni rekord
- WL – az adott évben aktuálisan a világ legjobb eredménye
- SB – az adott évben aktuálisan az egyéni legjobb eredmény

### Férfi
| Versenyszám       | Arany                                                                             | Arany            | Ezüst                                                                                           | Ezüst        | Bronz                                                                  | Bronz        |
| ----------------- | --------------------------------------------------------------------------------- | ---------------- | ----------------------------------------------------------------------------------------------- | ------------ | ---------------------------------------------------------------------- | ------------ |
| 60 m              | Jimmy Vicaut · Franciaország                                                      | 6,48 WL          | James Dasaolu · Nagy-Britannia                                                                  | 6,48 WL      | Michael Tumi · Olaszország                                             | 6,52         |
| 400 m*            | Pavel Maslák · Csehország                                                         | 45,66 EL, NR     | Nigel Levine · Nagy-Britannia                                                                   | 46,21 SB     | Pavel Trenyihin · Oroszország                                          | 46,70        |
| 800 m             | Adam Kszczot · Lengyelország                                                      | 1:48,69          | Kevin López · Spanyolország                                                                     | 1:49,31      | Mukhtar Mohammed · Nagy-Britannia                                      | 1:49,60      |
| 1500 m            | Mahiedine Mekhissi-Benabbad · Franciaország                                       | 3:37,17          | İlham Tanui Özbilen · Törökország                                                               | 3:37,22 SB   | Simon Denissel · Franciaország                                         | 3:37,70 PB   |
| 3000 m            | Hayle Ibrahimov · Azerbajdzsán                                                    | 7:49,74          | Juan Carlos Higuero · Spanyolország                                                             | 7:50,26      | Ciarán Ó Lionáird · Írország                                           | 7:50,40 PB   |
| 60 m gát          | Szergej Subenkov · Oroszország                                                    | 7,49 WL          | Paolo Dal Molin · Olaszország                                                                   | 7,51 NR      | Pascal Martinot-Lagarde · Franciaország                                | 7,53 =PB     |
| 4 × 400 m váltó** | Nagy-Britannia · Michael Bingham · Richard Buck · Nigel Levine · Richard Strachan | 3:05,78          | Oroszország · Pavel Trenyihin · Jurij Tramboveckij · Konsztantyin Svecskar · Vlagyimir Krasznov | 3:06,96      | Csehország · Daniel Němeček · Josef Prorok · Petr Lichý · Pavel Maslák | 3:07,64      |
| Magasugrás        | Szergej Mudrov · Oroszország                                                      | 235 cm PB        | Alekszej Dmitrik · Oroszország                                                                  | 233 cm       | Jaroslav Bába · Csehország                                             | 231 cm SB    |
| Rúdugrás          | Renaud Lavillenie · Franciaország                                                 | 601 cm WL        | Björn Otto · Németország                                                                        | 576 cm       | Malte Mohr · Németország                                               | 576 cm       |
| Távolugrás        | Alekszandr Menykov · Oroszország                                                  | 831 cm WL        | Michel Tornéus · Svédország                                                                     | 829 cm NR    | Christian Reif · Németország                                           | 807 cm       |
| Hármasugrás       | Daniele Greco · Olaszország                                                       | 17,70 m WL       | Ruszlan Szamitov · Oroszország                                                                  | 17,30 m PB   | Alekszej Fjodorov · Oroszország                                        | 17,12 m PB   |
| Súlylökés         | Asmir Kolašinac · Szerbia                                                         | 20,62 m SB       | Hamza Alić · Bosznia-Hercegovina                                                                | 20,34 m PB   | Ladislav Prášil · Csehország                                           | 20,29 m      |
| Hétpróba          | Eelco Sintnicolaas · Hollandia                                                    | 6372 pont WL, NR | Kevin Mayer · Franciaország                                                                     | 6297 pont PB | Mihail Dudaš · Szerbia                                                 | 6099 pont NR |

*Pavel Trenyihint a verseny után kizárták, de utólag visszaállították az eredményét.
**Nagy-Britanniát eredetileg kizárták, de utólag visszaállították az eredményüket.

### Női
| Versenyszám     | Arany                                                                      | Arany          | Ezüst                                                                                 | Ezüst        | Bronz                                                                     | Bronz      |
| --------------- | -------------------------------------------------------------------------- | -------------- | ------------------------------------------------------------------------------------- | ------------ | ------------------------------------------------------------------------- | ---------- |
| 60 m            | Tezdzsan Naimova · Bulgária                                                | 7,10 PB        | Marija Rjemjeny · Ukrajna                                                             | 7,10 =PB     | Myriam Soumaré · Franciaország                                            | 7,11       |
| 400 m           | Perri Shakes-Drayton · Nagy-Britannia                                      | 50,85 WL       | Eilidh Child · Nagy-Britannia                                                         | 51,45 PB     | Moa Hjelmer · Svédország                                                  | 52,04 NR   |
| 800 m           | Natalija Lupu · Ukrajna                                                    | 2:00,26        | Jelena Kotulszkaja · Oroszország                                                      | 2:00,98      | Marina Arzamaszava · Fehéroroszország                                     | 2:01,21    |
| 1500 m          | Abeba Aregawi · Svédország                                                 | 4:04,47        | Isabel Macías · Spanyolország                                                         | 4:14,19      | Katarzyna Broniatowska · Lengyelország                                    | 4:14,30    |
| 3000 m          | Sara Moreira · Portugália                                                  | 8:58,50        | Corinna Harrer · Németország                                                          | 9:00,50      | Fionnuala Britton · Írország                                              | 9:00,54    |
| 60 m gát        | Nevin Yanit · Törökország                                                  | 7,89 EL, NR    | Alina Talaj · Fehéroroszország                                                        | 7,94 =PB     | Veronica Borsi · Olaszország                                              | 7,94 'NR   |
| 4 × 400 m váltó | GBR · Eilidh Child · Shana Cox · Christine Ohuruogu · Perri Shakes-Drayton | 3:27,56 CR, WL | RUS · Olga Tovarnova · Tatyjana Veskurova · Nagyezsda Kotljarova · Kszenyija Zadorina | 3:28,18      | CZE · Denisa Rosolová · Jitka Bartonicková · Lenka Masná · Zuzana Hejnová | 3:28,49    |
| Magasugrás      | Ruth Beitia · Spanyolország                                                | 199 cm SB      | Ebba Jungmark · Svédország                                                            | 196 cm =PB   | Emma Green Tregaro · Svédország                                           | 196 cm SB  |
| Rúdugrás        | Holly Bleasdale · Nagy-Britannia                                           | 467 cm         | Anna Rogowska · Lengyelország                                                         | 467 cm SB    | Anzselika Szidorova · Oroszország                                         | 462 cm PB  |
| Távolugrás      | Darja Klisina · Oroszország                                                | 701 cm WL      | Éloyse Lesueur · Franciaország                                                        | 690 cm NR    | Erica Jarder · Svédország                                                 | 671 cm PB  |
| Hármasugrás     | Olha Szaladuha · Ukrajna                                                   | 14,88 m WL, NR | Irina Gumenyuk · Oroszország                                                          | 14,30 m      | Simona La Mantia · Olaszország                                            | 14,26 m SB |
| Súlylökés       | Christina Schwanitz · Németország                                          | 19,25 m        | Jevgenyija Kolodko · Oroszország                                                      | 19,04 m      | Alena Kopec · Fehéroroszország                                            | 18,85 m    |
| Ötpróba         | Antoinette Nana Djimou Ida · Franciaország                                 | 4666 pont      | Jana Makszimava · Fehéroroszország                                                    | 4658 pont PB | Hanna Melnicsenko · Ukrajna                                               | 4604 pont  |